# Platyproctus schaeuffelei
Platyproctus schaeuffelei är en insektsart som beskrevs av Dlabola 1960. Platyproctus schaeuffelei ingår i släktet Platyproctus och familjen dvärgstritar. Inga underarter finns listade i Catalogue of Life.